# Dichotomius globulus
Dichotomius globulus là một loài bọ cánh cứng trong họ Bọ hung (Scarabaeidae).